# Gâscă chinezească
Gâsca chinezească (Anser cygnoides) denumită și gâscă-lebădă este o gâscă mare cu un areal natural de reproducere în Mongolia interioară, nord-estul Chinei și Extremul Orient rusesc. Este migratoare și iernează în principal în centrul și estul Chinei.

## Taxonomie
Gâsca chinezească a fost descrisă oficial în 1758 de naturalistul suedez Carl Linnaeus în cea de-a zecea ediție a lucrării sale Systema Naturae sub denumirea binomială Anas cygnoides. În prezent, este una dintre cele 11 specii plasate în genul Anser care a fost introdus de zoologul francez Mathurin Jacques Brisson în 1760.
Epitetul specific combină latinescul cygnus care înseamnă „lebădă” cu terminația din greaca veche -oidēs care înseamnă „asemănător”. Specia este monotipă: nu sunt recunoscute subspecii.

## Descriere

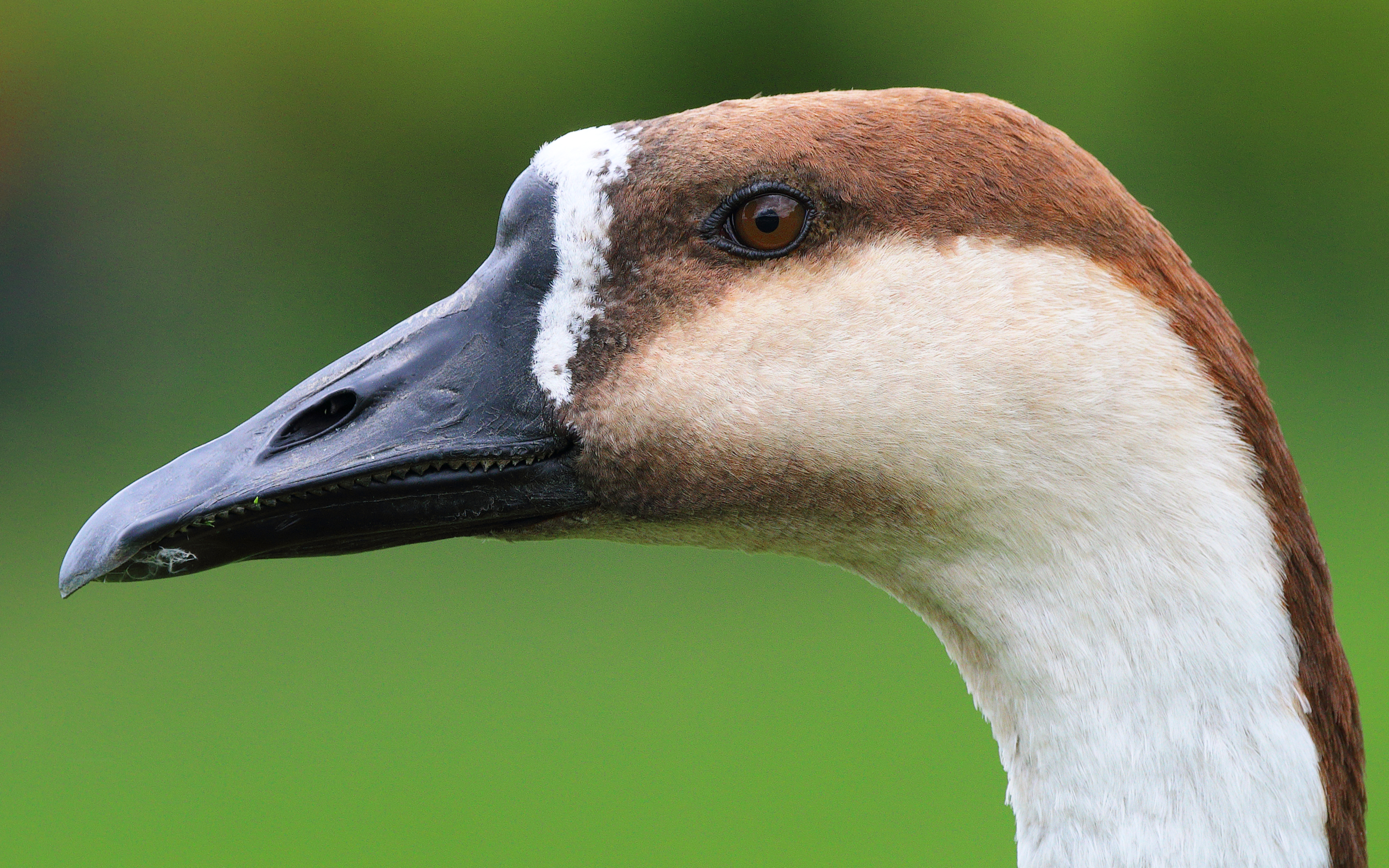
Detaliu al capului

Gâsca chinezească este mare și cu gâtul lung pentru genul său, păsările sălbatice având o lungime de 81-94 cm (cea mai lungă gâscă Anser) și cântărind 2,8-3,5 kg sau mai mult (al doua ca greutate după gâsca de vară). Sexele sunt similare, deși masculul este mai mare, cu un cioc și un gât proporțional mai lungi; de fapt, cele mai mari femele sunt abia la fel de mari ca cei mai mici masculi. Dimensiunile tipice ale aripii sunt de 45-46 cm la masculi și 37,5-44 cm la femele; ciocul are o lungime de aproximativ 8,7-9,8 cm la masculi și 7,5-8,5 cm la femele. Tarsul masculilor măsoară aproximativ 8,1 cm. Anvergura aripilor gâștelor adulte este de 160-185 cm.

## Galerie

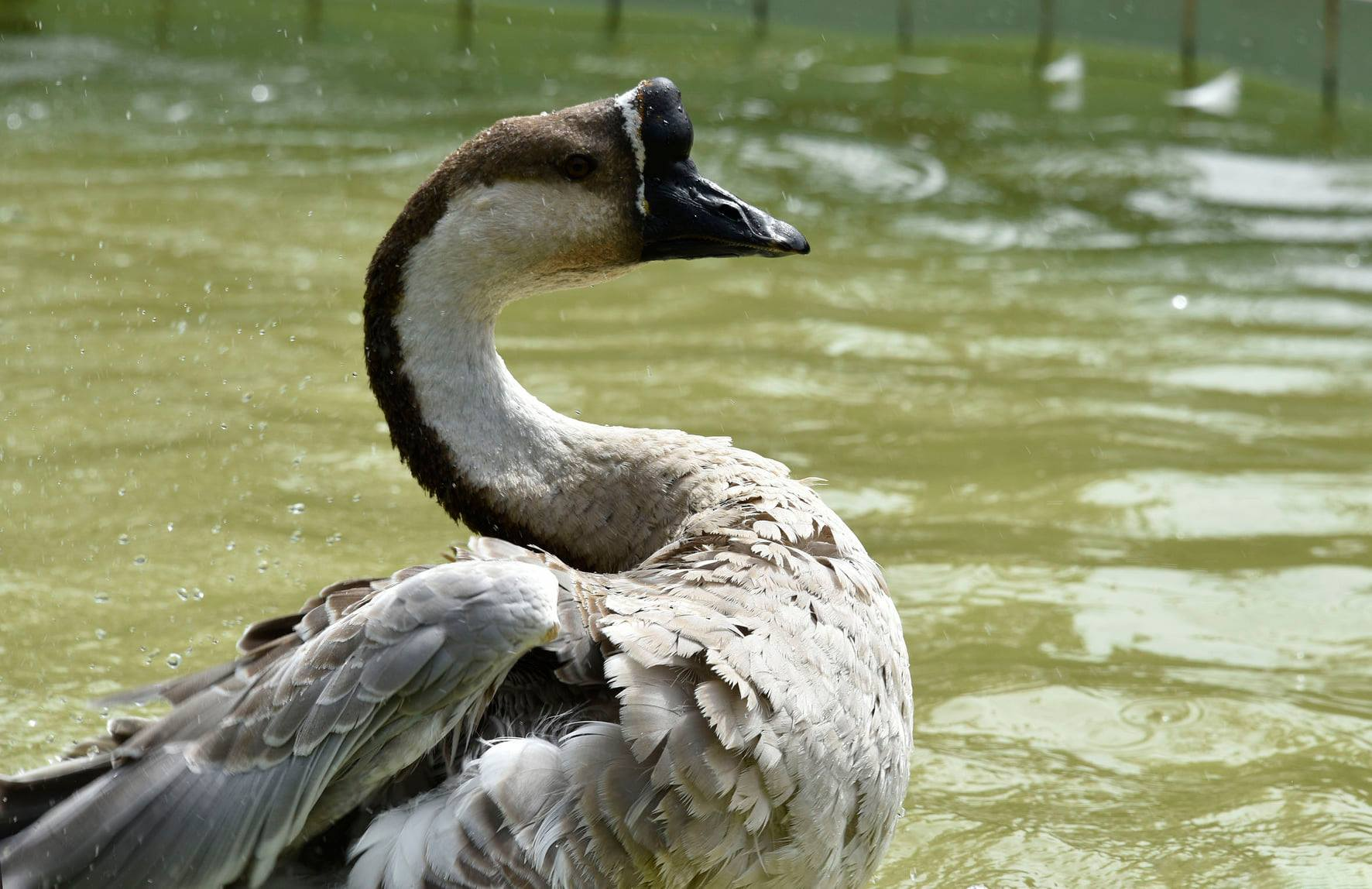
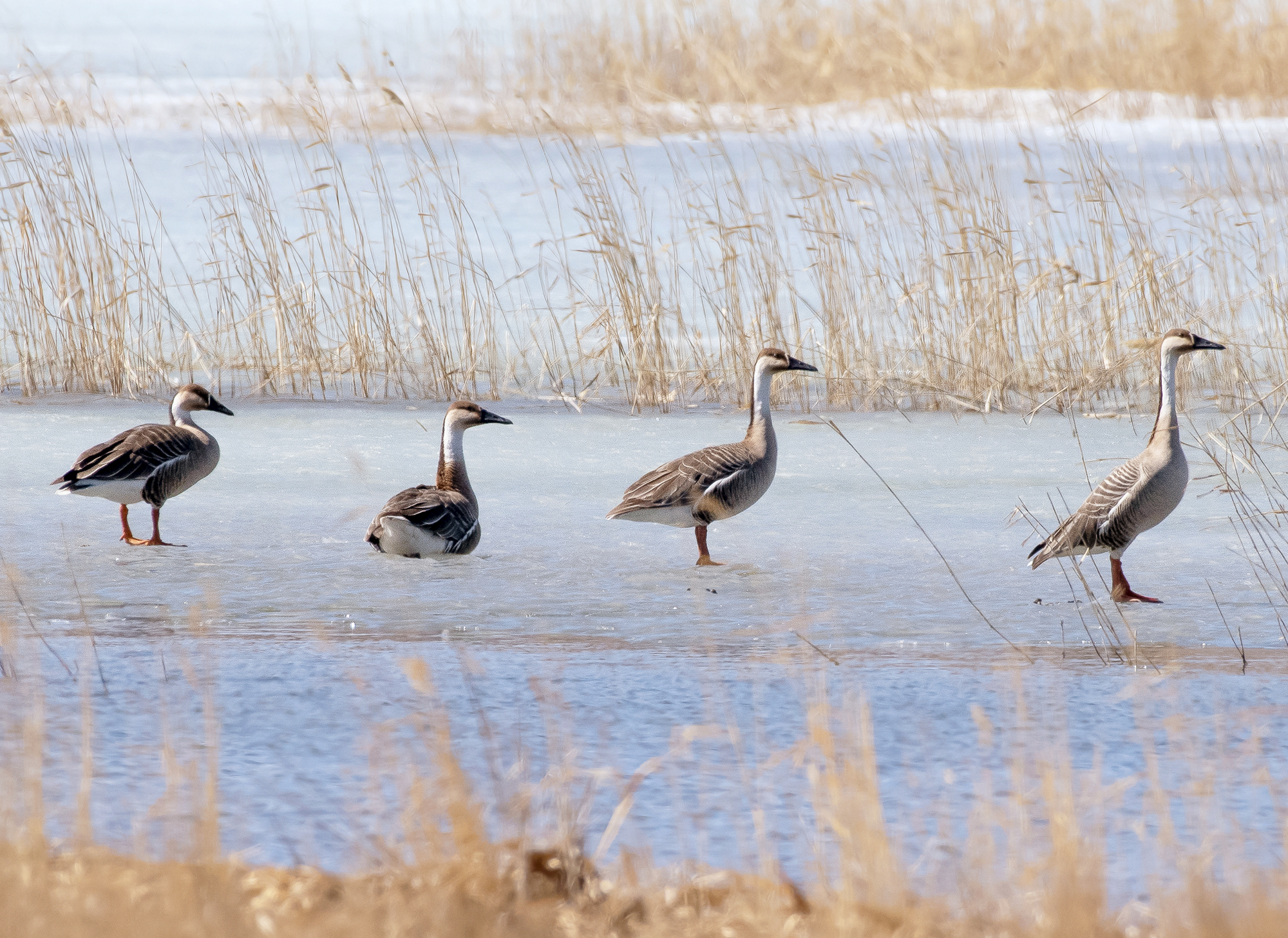
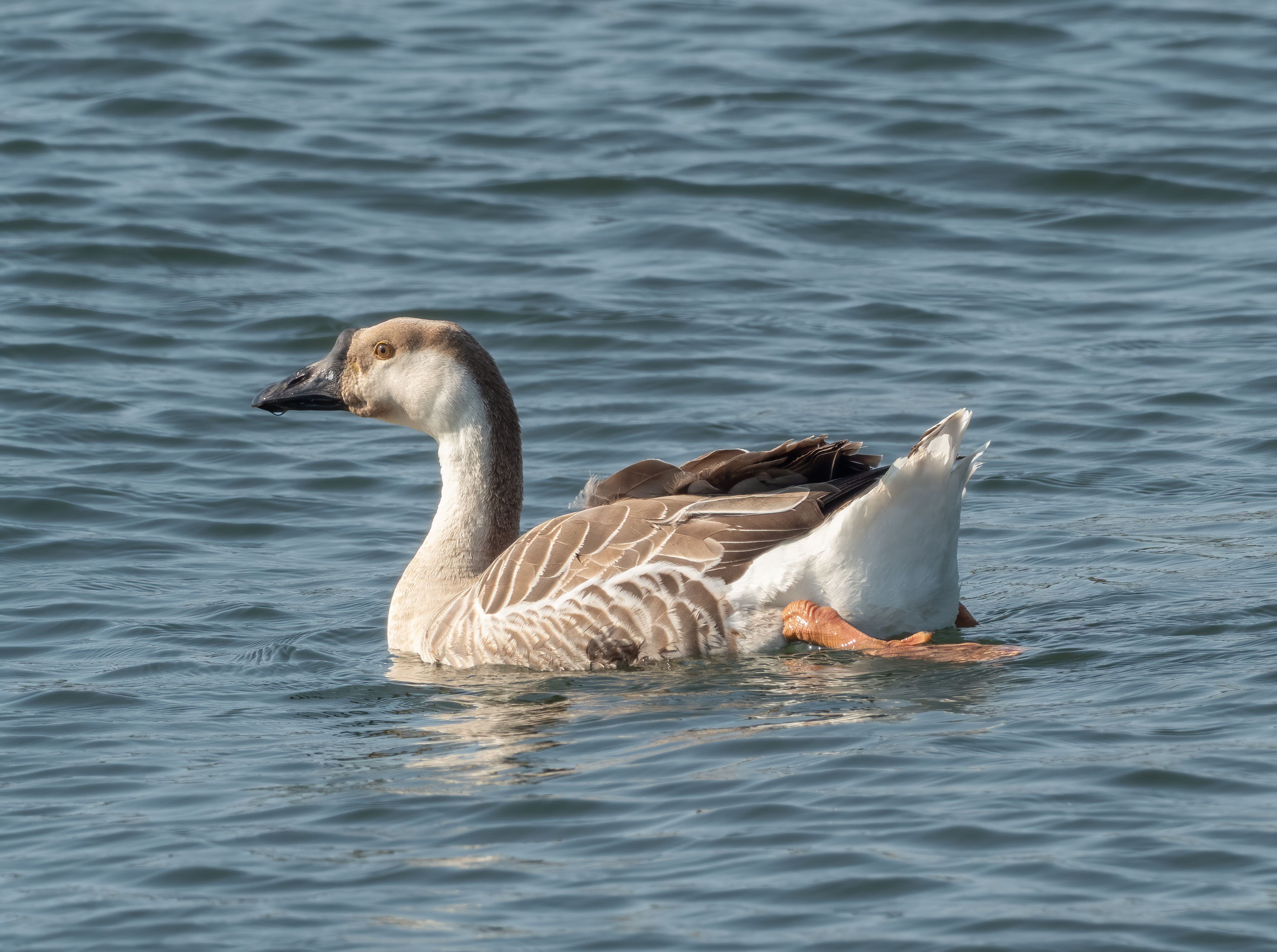